# ネプの超法則!!
『ネプの超法則!!』（ネプのちょうほうそく!!）は、2012年10月20日から2013年1月26日までTBS系列で、毎週土曜日の19:56 - 20:54（JST）に放送されていたバラエティ番組。
レギュラー放送に先駆け、同年9月15日の19:00 - 20:54に『ネプの笑える超法則!!』（ネプのわらえるちょうほうそく!!）と題したパイロット版の特別番組として放送した。
2013年2月2日より、当番組を放送している時間帯で『ジョブチューン アノ職業のヒミツぶっちゃけます!』を開始することが決定し、当番組は2013年1月26日の2時間スペシャルをもって終了。

## 概要
ネプチューンがさまざまな場所へ行き、世の中に無限に行われている「法則」を取り上げる番組。ネプチューンの同時刻のバラエティ枠は2011年7月30日に終了した『奇跡ゲッター ブットバース!!』以来1年3カ月ぶりとなる。土曜19時枠の『サタネプ☆ベストテン』を引き継いだ番組だったが、2013年1月26日放送の2時間SPをもって終了。放送枠は土曜19:56 - 20:54の設定だったが、直前番組『炎の体育会TV』の2時間SPで頻繁に休止、結果放送回数は全7回、そのうち6回が2時間SPで、レギュラー枠での放送は1度しかされていない。パイロット版の段階では、視聴者から募集した法則を紹介するという番組だったが、レギュラー企画として成立せず、単なる旅番組のようになっていた。

## 出演者

### パイロット版
- ネプチューン

### レギュラー版
- ネプチューン

### ナレーション
- 平井誠一
- 小松由佳

## ネット局と放送時間

### パイロット版
| 放送対象地域   | 放送局                    | 系列    | 放送日時                    |            |
| -------------- | ------------------------- | ------- | --------------------------- | ---------- |
| 関東広域圏     | TBSテレビ（TBS）          | TBS系列 | 2012年9月15日 19:00 - 20:54 | 制作局     |
| 北海道         | 北海道放送（HBC）         | TBS系列 | 2012年9月15日 19:00 - 20:54 | 同時ネット |
| 青森県         | 青森テレビ（ATV）         | TBS系列 | 2012年9月15日 19:00 - 20:54 | 同時ネット |
| 岩手県         | IBC岩手放送（IBC）        | TBS系列 | 2012年9月15日 19:00 - 20:54 | 同時ネット |
| 宮城県         | 東北放送（TBC）           | TBS系列 | 2012年9月15日 19:00 - 20:54 | 同時ネット |
| 山形県         | テレビユー山形（TUY）     | TBS系列 | 2012年9月15日 19:00 - 20:54 | 同時ネット |
| 福島県         | テレビユー福島（TUF）     | TBS系列 | 2012年9月15日 19:00 - 20:54 | 同時ネット |
| 山梨県         | テレビ山梨（UTY）         | TBS系列 | 2012年9月15日 19:00 - 20:54 | 同時ネット |
| 新潟県         | 新潟放送（BSN）           | TBS系列 | 2012年9月15日 19:00 - 20:54 | 同時ネット |
| 長野県         | 信越放送（SBC）           | TBS系列 | 2012年9月15日 19:00 - 20:54 | 同時ネット |
| 静岡県         | 静岡放送（SBS）           | TBS系列 | 2012年9月15日 19:00 - 20:54 | 同時ネット |
| 富山県         | チューリップテレビ（TUT） | TBS系列 | 2012年9月15日 19:00 - 20:54 | 同時ネット |
| 石川県         | 北陸放送（MRO）           | TBS系列 | 2012年9月15日 19:00 - 20:54 | 同時ネット |
| 中京広域圏     | 中部日本放送（CBC）       | TBS系列 | 2012年9月15日 19:00 - 20:54 | 同時ネット |
| 近畿広域圏     | 毎日放送（MBS）           | TBS系列 | 2012年9月15日 19:00 - 20:54 | 同時ネット |
| 鳥取県・島根県 | 山陰放送（BSS）           | TBS系列 | 2012年9月15日 19:00 - 20:54 | 同時ネット |
| 岡山県・香川県 | 山陽放送（RSK）           | TBS系列 | 2012年9月15日 19:00 - 20:54 | 同時ネット |
| 広島県         | 中国放送（RCC）           | TBS系列 | 2012年9月15日 19:00 - 20:54 | 同時ネット |
| 山口県         | テレビ山口（tys）         | TBS系列 | 2012年9月15日 19:00 - 20:54 | 同時ネット |
| 愛媛県         | あいテレビ（ITV）         | TBS系列 | 2012年9月15日 19:00 - 20:54 | 同時ネット |
| 高知県         | テレビ高知（KUTV）        | TBS系列 | 2012年9月15日 19:00 - 20:54 | 同時ネット |
| 福岡県         | RKB毎日放送（RKB）        | TBS系列 | 2012年9月15日 19:00 - 20:54 | 同時ネット |
| 長崎県         | 長崎放送（NBC）           | TBS系列 | 2012年9月15日 19:00 - 20:54 | 同時ネット |
| 熊本県         | 熊本放送（RKK）           | TBS系列 | 2012年9月15日 19:00 - 20:54 | 同時ネット |
| 大分県         | 大分放送（OBS）           | TBS系列 | 2012年9月15日 19:00 - 20:54 | 同時ネット |
| 宮崎県         | 宮崎放送（MRT）           | TBS系列 | 2012年9月15日 19:00 - 20:54 | 同時ネット |
| 鹿児島県       | 南日本放送（MBC）         | TBS系列 | 2012年9月15日 19:00 - 20:54 | 同時ネット |
| 沖縄県         | 琉球放送（RBC）           | TBS系列 | 2012年9月15日 19:00 - 20:54 | 同時ネット |

### レギュラー版
| 放送対象地域   | 放送局                    | 系列    | 放送期間                       | 放送日時           |            |
| -------------- | ------------------------- | ------- | ------------------------------ | ------------------ | ---------- |
| 関東広域圏     | TBSテレビ（TBS）          | TBS系列 | 2012年10月20日 - 2013年1月26日 | 土曜 19:56 - 20:54 | 制作局     |
| 北海道         | 北海道放送（HBC）         | TBS系列 | 2012年10月20日 - 2013年1月26日 | 土曜 19:56 - 20:54 | 同時ネット |
| 青森県         | 青森テレビ（ATV）         | TBS系列 | 2012年10月20日 - 2013年1月26日 | 土曜 19:56 - 20:54 | 同時ネット |
| 岩手県         | IBC岩手放送（IBC）        | TBS系列 | 2012年10月20日 - 2013年1月26日 | 土曜 19:56 - 20:54 | 同時ネット |
| 宮城県         | 東北放送（TBC）           | TBS系列 | 2012年10月20日 - 2013年1月26日 | 土曜 19:56 - 20:54 | 同時ネット |
| 山形県         | テレビユー山形（TUY）     | TBS系列 | 2012年10月20日 - 2013年1月26日 | 土曜 19:56 - 20:54 | 同時ネット |
| 福島県         | テレビユー福島（TUF）     | TBS系列 | 2012年10月20日 - 2013年1月26日 | 土曜 19:56 - 20:54 | 同時ネット |
| 山梨県         | テレビ山梨（UTY）         | TBS系列 | 2012年10月20日 - 2013年1月26日 | 土曜 19:56 - 20:54 | 同時ネット |
| 新潟県         | 新潟放送（BSN）           | TBS系列 | 2012年10月20日 - 2013年1月26日 | 土曜 19:56 - 20:54 | 同時ネット |
| 長野県         | 信越放送（SBC）           | TBS系列 | 2012年10月20日 - 2013年1月26日 | 土曜 19:56 - 20:54 | 同時ネット |
| 静岡県         | 静岡放送（SBS）           | TBS系列 | 2012年10月20日 - 2013年1月26日 | 土曜 19:56 - 20:54 | 同時ネット |
| 富山県         | チューリップテレビ（TUT） | TBS系列 | 2012年10月20日 - 2013年1月26日 | 土曜 19:56 - 20:54 | 同時ネット |
| 石川県         | 北陸放送（MRO）           | TBS系列 | 2012年10月20日 - 2013年1月26日 | 土曜 19:56 - 20:54 | 同時ネット |
| 中京広域圏     | 中部日本放送（CBC）       | TBS系列 | 2012年10月20日 - 2013年1月26日 | 土曜 19:56 - 20:54 | 同時ネット |
| 近畿広域圏     | 毎日放送（MBS）           | TBS系列 | 2012年10月20日 - 2013年1月26日 | 土曜 19:56 - 20:54 | 同時ネット |
| 鳥取県・島根県 | 山陰放送（BSS）           | TBS系列 | 2012年10月20日 - 2013年1月26日 | 土曜 19:56 - 20:54 | 同時ネット |
| 岡山県・香川県 | 山陽放送（RSK）           | TBS系列 | 2012年10月20日 - 2013年1月26日 | 土曜 19:56 - 20:54 | 同時ネット |
| 広島県         | 中国放送（RCC）           | TBS系列 | 2012年10月20日 - 2013年1月26日 | 土曜 19:56 - 20:54 | 同時ネット |
| 山口県         | テレビ山口（tys）         | TBS系列 | 2012年10月20日 - 2013年1月26日 | 土曜 19:56 - 20:54 | 同時ネット |
| 愛媛県         | あいテレビ（ITV）         | TBS系列 | 2012年10月20日 - 2013年1月26日 | 土曜 19:56 - 20:54 | 同時ネット |
| 高知県         | テレビ高知（KUTV）        | TBS系列 | 2012年10月20日 - 2013年1月26日 | 土曜 19:56 - 20:54 | 同時ネット |
| 福岡県         | RKB毎日放送（RKB）        | TBS系列 | 2012年10月20日 - 2013年1月26日 | 土曜 19:56 - 20:54 | 同時ネット |
| 長崎県         | 長崎放送（NBC）           | TBS系列 | 2012年10月20日 - 2013年1月26日 | 土曜 19:56 - 20:54 | 同時ネット |
| 熊本県         | 熊本放送（RKK）           | TBS系列 | 2012年10月20日 - 2013年1月26日 | 土曜 19:56 - 20:54 | 同時ネット |
| 大分県         | 大分放送（OBS）           | TBS系列 | 2012年10月20日 - 2013年1月26日 | 土曜 19:56 - 20:54 | 同時ネット |
| 宮崎県         | 宮崎放送（MRT）           | TBS系列 | 2012年10月20日 - 2013年1月26日 | 土曜 19:56 - 20:54 | 同時ネット |
| 鹿児島県       | 南日本放送（MBC）         | TBS系列 | 2012年10月20日 - 2013年1月26日 | 土曜 19:56 - 20:54 | 同時ネット |
| 沖縄県         | 琉球放送（RBC）           | TBS系列 | 2012年10月20日 - 2013年1月26日 | 土曜 19:56 - 20:54 | 同時ネット |

## スタッフ
- 構成：中野俊成、内村宏幸、山名宏和、山内正之、寺田智和、鈴木三世、塚田ゆみ、鹿谷忠弘
- TM：荒木健一
- 美術P：中西忠司
- 美術デザイン：木村真梨子
- 編成：時松隆吉
- 宣伝：広重玲子
- AP：井上あつし、石川涼子
- ディレクター：川崎敬、小西憲太郎／首藤光典、市島晃生、堤俊博、藁科誠、河本恭平、横井雄一郎、久野公嗣、高橋誠哉
- MP：西川永哲
- 担当P：平田さおり
- チーフディレクター：瀬川郷守
- プロデューサー：高橋智大
- 製作著作：TBS